# Callia albicornis
Callia albicornis är en skalbaggsart som beskrevs av Bates 1885. Callia albicornis ingår i släktet Callia och familjen långhorningar.
Artens utbredningsområde är:
- Costa Rica.
- Panama.

Inga underarter finns listade.